# انحراف قطار هوالين
انحراف قطار هوالين هو خروج قطار تاروكو السريع الذي تديره إدارة السكك الحديدية التايوانية عن مساره عند المدخل الشمالي لنفق كونشوي في قسم هيرين من بلدة كسيولين في مقاطعة هوالين تايوان، مما أسفر عن مقتل 49 شخصًا وإصابة ما لا يقل عن 200 آخرين. في وقت وقوع الحادث كان القطار يقل 488 راكبًا. خرج القطار المكون من ثماني عربات عن مساره في نفق شمال مدينة هوالين، بعد اصطدامه بشاحنة بناء سقطت على منحدر على القضبان.
يعد حادث انحراف قطار أكثر دموية في تايوان منذ عام 1948 على الأقل، وذلك عندما أدى حريق قطار إلى مقتل ما يصل إلى 64 شخصًا. وقد وصفه مسؤول في إدارة السكك الحديدية في تايوان بأنه أسوأ حادث قطار في تايوان.

## خلفية
وقع الحادث في اليوم الأول من عطلة نهاية الأسبوع التي استمرت أربعة أيام احتفالًا بمهرجان تشينغمينغ، وهو عادةً فترة ازدحام مروري حيث يزور الأشخاص قبور أفراد الأسرة المتوفين. كان العديد من الركاب واقفين وقت وقوع الحادث.
يتم تشغيل تاروكو السريع باستخدام قطار يتكون من تسع عربات تحتوي على 376 مقعدًا. وهذه الخدمة هي جزء من شركة تزي شيانغ المحدودة السريعة، وهي خدمة من الدرجة الأولى في نظام إدارة السكك الحديدية في تايوان. نظرًا لأن تاروكو السريع عبارة عن قطار مائل مع سرعة تشغيل قصوى تبلغ 130 كم/ساعة، لم تبيع إدارة السكك الحديدية في الأصل تذاكر الوقوف لهذه القطارات بسبب مخاوف تتعلق بالسلامة. ومع ذلك، ومن أجل زيادة المعروض من التذاكر المتاحة خلال فترات ارتفاع الطلب، بدأت إدارة السكك الحديدية في بيع ما يصل إلى 120 تذكرة ثابتة لكل قطار في 2 مايو 2019، بعد أن قالت إنها أجرت اختبارات سلامة مفصلة.
يمتد الطريق المتضمن للقطار على طول الساحل الشرقي الجبلي لتايوان، ويمر بمنتزه تاروكو الوطني ومضيق تاروكو، الذي يحمل الاسم نفسه لوجهة السفر السريع والوجهة الشهيرة لقضاء عطلة نهاية الأسبوع الطويلة. نفق كوينغشوي هو زوج من الأنفاق أحادية المسار التي تخترق جرف كوينغشوي. في أبريل 2019 بدأت إدارة السكك الحديدية أعمال البناء لتحسين استقرار المنحدر بالقرب من الطرف الشمالي للنفق من خلال بناء سقيفة صخرية فوق المسار الغربي. في وقت وقوع الحادث كان البناء على وشك الانتهاء.

## الحادثة
في 2 أبريل 2021 كان قطار تاروكو إكسبريس المتجه جنوبًا برقم 408 في طريقه من شولين في تايبيه الجديدة إلى تايتونج. كان من المقرر أن يصل القطار إلى مدينة هوالين في الساعة 09:39 بتوقيت جرينتش.
في الساعة 09:28 بتوقيت جرينتش (01:28 بالتوقيت العالمي المنسق) خرج القطار عن مساره أثناء دخوله نفق كونشوي بين هيرين وشونغدي. كانت يقل 492 راكبًا و4 موظفين في ثماني عربات، وكان يسير على المسار الشرقي. وفقًا لتقارير وسائل الإعلام انزلقت شاحنة مسطحة مستخدمة في مشروع تثبيت المنحدر حوالي 20 مترًا أسفل جانب التل، وسقطت على القضبان وأصيبت بقطار قادم. في ذلك الوقت لم يتم تنفيذ أي أعمال بناء بشكل نشط احتفالًا بالعيد. لم يكن سائق الشاحنة في السيارة أثناء الحادث، لكنه كان في مكتب موقع البناء القريب.
كانت العربتين 8 و7 في مقدمة القطار اللتين اصطدمتا بشاحنة البناء قبل دخول النفق مشوهة بشدة. ثم اصطدمت بعض العربات المتبقية بجدران النفق مما تسبب في أضرار جسيمة. يعتقد أن العربات من 8 إلى 3 قد حوصرت في النفق عندما توقف القطار.

## الإصابات
تأكد مقتل ما لا يقل عن 51 شخصًا أثناء الحادث، من بينهم 49 راكبًا وسائق القطار ومساعد قطار، بينما أصيب 186 آخرين، والعديد منهم في حالة حرجة. توفي الطبيب البيطري التايواني تشين ينغجينغ في الحادث. كان غالبية القتلى في العربتين 7 و8. حوصروا مؤقتًا في حطام القطار. وكان من بين الركاب طلاب من مدرسة ابتدائية وجامعية. مات أربعة طلاب وأصيب 32 آخرون بينهم مدرس. ومن بين القتلى مواطنان أمريكيان وفرنسي، بينما أصيب مواطنان من اليابان وشخص من أستراليا ومواطن من ماكاو.

## التحقيق
سيقوم مجلس سلامة النقل التايواني بإجراء تحقيق. تم احتجاز سائق شاحنة البناء لي (45 عامًا)، وهو قيد التحقيق حاليًا في سبب الكارثة. يشتبه في أنه أوقف السيارة دون تعشيق فرامل الانتظار بشكل صحيح، مما تسبب في انزلاق الشاحنة على المنحدر وتصادمها مع القطار. طلبت النيابة مذكرة توقيف بحق مدير موقع البناء، الذي قد يُتهم بالتسبب في الوفاة بسبب الإهمال وتزوير المستندات.
أفاد مركز عمليات الطوارئ المركزية أنه تم استرداد لقطات كاميرا داشكام في القطار. وأشار نائب وزير المواصلات والاتصالات وانغ كوو تساي إلى أنه لم يتم العثور على تسجيلات للمنطقة بكاميرات المراقبة. أضاف وانغ أن الوزارة استدركت أن الشاحنة سقطت على القضبان قبل 15 دقيقة على الأكثر من وقوع الحادث، لأن قطارًا سابقًا كان يمر عبر نفس القسم من المسارات في الساعة 09:13 بتوقيت جرينتش.